# Железник (Бургасская область)
Железник (болг. Железник) — село в Бургасской области Болгарии. Входит в состав общины Карнобат. Находится примерно в 12 км к юго-западу от центра города Карнобат и примерно в 47 км к западу от центра города Бургас. По данным переписи населения 2011 года, в селе  проживало 92 человека, преобладающая национальность — болгары.

## Население
| Год     | 1934 | 1946 | 1956 | 1965 | 1975 | 1985 | 1992 | 2001 | 2011 |
| ------- | ---- | ---- | ---- | ---- | ---- | ---- | ---- | ---- | ---- |
| Жителей | 827  | 845  | 671  | 607  | 406  | 250  | 189  | 142  | 92   |

|  |